# Uruguay Round Agreements Act
L'Uruguay Round Agreements Act (URAA) è un atto del Congresso degli Stati Uniti d'America, diventato effettivo il 1º gennaio 1995, che implementa nelle leggi statunitensi i provvedimenti concordati durante l'Uruguay Round nell'ambito delle negoziazioni sulla ratifica del General Agreement on Tariffs and Trade (GATT).

## Storia
Nel gennaio 2012 una sentenza della Corte Suprema, la Golan contro Holder, confermò che la sezione 514 dell'URAA (che ripristinava la protezione del copyright anche per opere già nel pubblico dominio) fosse costituzionalmente compatibile.